# Eois isabella
Eois isabella là một loài bướm đêm trong họ Geometridae.